# Suiza en los Juegos Olímpicos de Los Ángeles 1932
Suiza estuvo representada en los Juegos Olímpicos de Los Ángeles 1932 por un total de 7 deportistas que compitieron en 4 deportes.

## Medallistas
El equipo olímpico suizo obtuvo las siguientes medallas:
| Nombre       | Deporte            | Competición |
| ------------ | ------------------ | ----------- |
| Oro          |                    |             |
| —            |                    |             |
| Plata        |                    |             |
| Georges Miez | Gimnasia artística | Suelo M     |
| Bronce       |                    |             |
| —            |                    |             |